# Virville

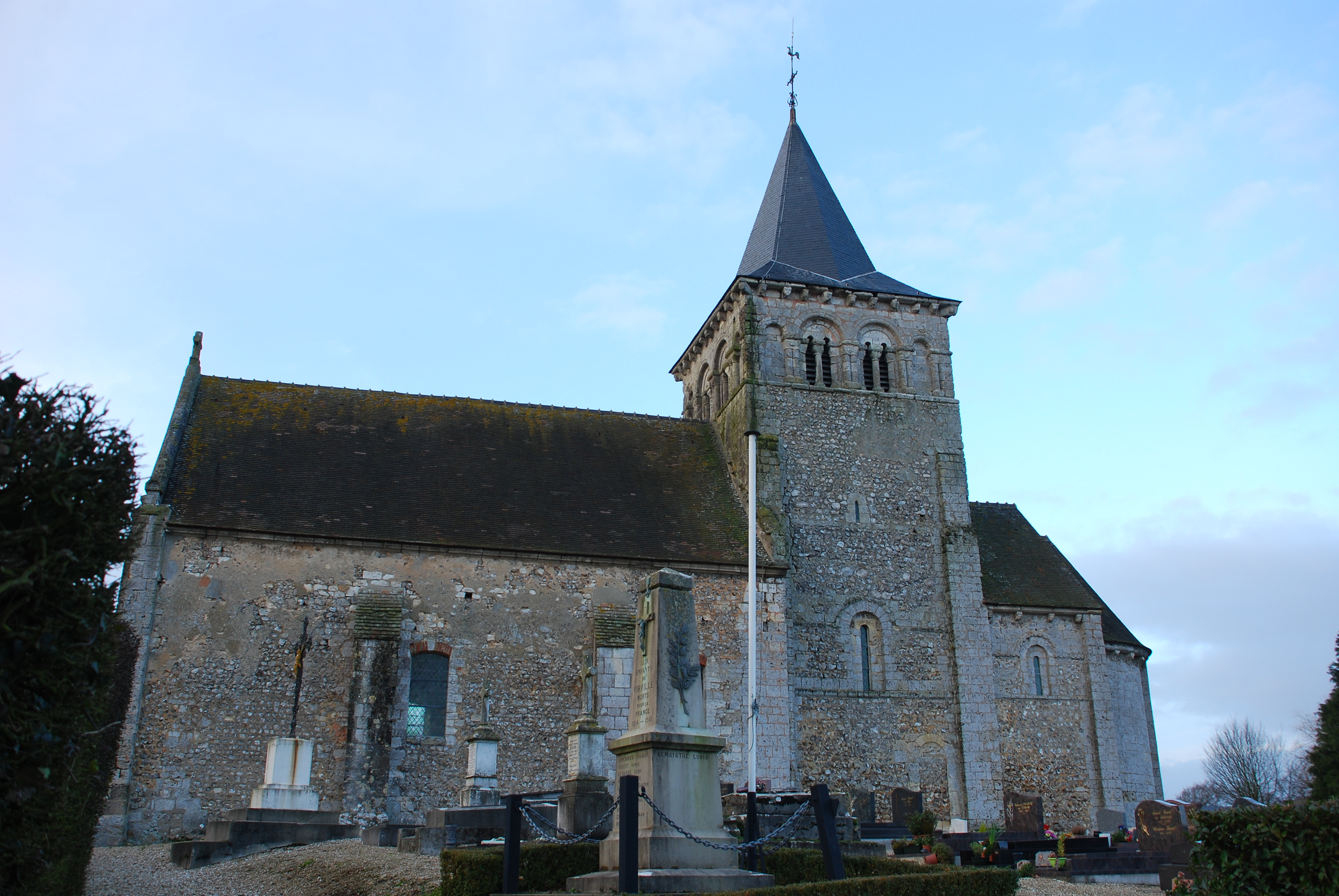
Kerk

Virville is een gemeente in het Franse departement Seine-Maritime (regio Normandië) en telt 300 inwoners (2005). De plaats maakt deel uit van het arrondissement Le Havre.

## Geografie
De oppervlakte van Virville bedraagt 2,5 km², de bevolkingsdichtheid is 120,0 inwoners per km².

## Verkeer en vervoer
In de gemeente ligt spoorwegstation Virville-Manneville.
De onderstaande kaart toont de ligging van Virville met de belangrijkste infrastructuur en aangrenzende gemeenten.

## Demografie
Onderstaande figuur toont het verloop van het inwonertal (bron: INSEE-tellingen).